# Calomicrus kurosawai
Calomicrus kurosawai is een keversoort uit de familie bladkevers (Chrysomelidae). De wetenschappelijke naam van de soort werd in 1969 gepubliceerd door Kimoto.